# ШК Аустрия Кернтен
Шпортклуб Аустрия Кернтен (на немски: SK Austria Kärnten) е австрийски футболен отбор от Клагенфурт.
Клубът е създаден на 1 юни 2007 г. след промени в отбора от Австрийската Бундеслига АШКЙ Пашинг, които решават да променят идентитета и управлението си. За последно отборът е участник в сезон 2009/10 на Австрийската Бундеслига, като домакинските мачове се играят на стадион Хипо Груп Арена в Клагенфурт. Цветовете на отбора са черно и бяло. Разпада се след края на сезон 2009/10, а в град Клагенфурт се създава нов футболен клуб – СК Аустрия Клагенфурт